# Bruschetta

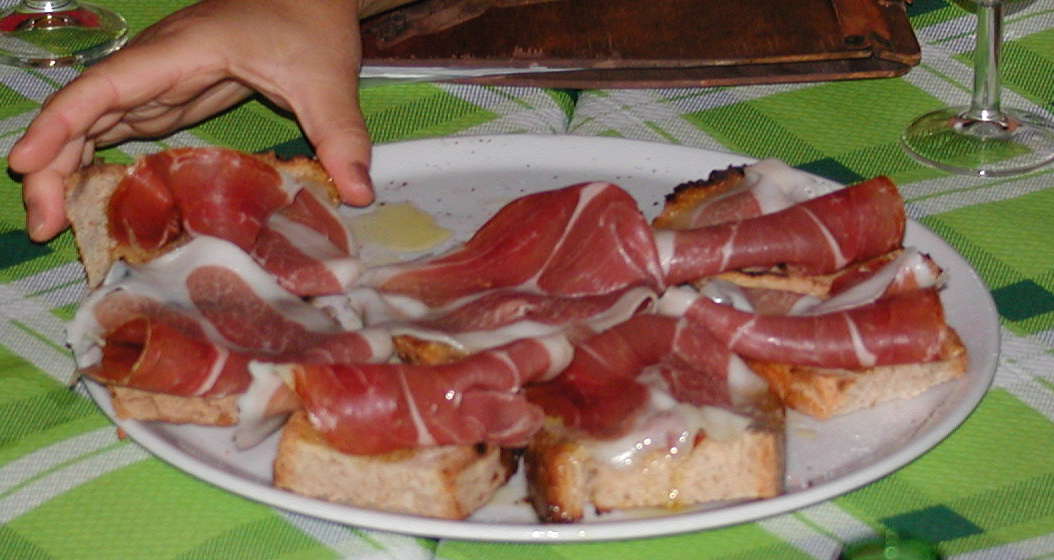
Bruschetta amb oli d'oliva i pernil.

La bruschetta  (/brusˈkeːtta/, d'un verb dialectal bruscare, "rostir per sobre de carbons") és un antipasto italià que consisteix en llesques de pa untat amb, almenys, oli d'oliva, all, i sal, i torrat o rostit a la graella. És un dels aperatius més populars i tradicionals de la cuina d'Itàlia Central, i s'ha fet un aliment popular fora d'Itàlia.

## Característiques
La bruschetta més tradicional consisteix en només pa, oli, all, sal, i pebre verd, posada a la graella perquè es dauri. Com els crostons, es feia originalment per a utilitzar el pa sec. Avui hi ha força variacions menjades dins i fora d'Itàlia. Aquestes variacions tenen altres afegits i poden incloure qualsevol cosa desitjada. Els més típics inclouen el tomàquet, el formatge, i altres verdures i herbes aromàtiques; menys freqüentment els afegits inclouen la carn.
Una variació popular afegeix tomàquet, alfàbrega, i mozzarella, la combinació clàssica de la pizza margherita o l'amanida caprese. Variacions semblants poden contenir orenga o altres herbes, o formatge parmesà o pecorino. Un variant italià és el que se serveix en Abruços, en el qual el pa és untat amb ventricina, un tipus de salumi tou fet a la regió, abans de rostir. Altres possibilitats inclouen altres tipus de salsitxa o pernil.
A la Toscana la bruschetta s'anomena fettunta ('llesca en oli'). En Itàlia, la preparació de la bruschetta es fa sovint en un tipus de graella especial denominat brustolina que es posa per sobre d'una cuina de gas.